# August Jauner von Schroffenegg
August Jauner von Schroffenegg (* 10. Februar 1835 in Wien; † 2. Juni 1907 ebenda) war ein österreichischer Verwaltungsbeamter. 

## Biografie
Sein Vater war der Hofgraveur Franz Jauner (1808–1889), der wegen seiner Kunstfertigkeit „Wiener Cellini“ genannt wurde. Seine Brüder waren der Schauspieler und Operndirektor Franz von Jauner (1831–1900) und der Hofgraveur Heinrich Jauner (1833–1912).
1859 trat er in den staatlichen Dienst ein und diente bei der niederösterreichischen Statthalterei. 1870 wurde er als Ministerialsekretär 2. Klasse in das Innenministerium berufen. Im Jahre 1877 wurde er zum Sektionsrat befördert und wurde 1833 Kanzleidirektor des Herrenhauses im Reichsrat. 1886 wurde er vom Kaiser mit dem Adelsprädikat „von Schroffenegg“ nobilitiert, ein Jahr später folgte seiner Ernennung zum Hofrat.
Von 1893 bis 1895 wurde er mit der Leitung des Pressedepartements im Ministerratspräsidium betraut, 1895 übernahm er wieder die Kanzleidirektion im Herrenhaus und wurde 1897 mit dem Titel eines Sektionschefs ausgezeichnet. Er genoss im Präsidium des Herrenhauses hohes Ansehen auf Grund seiner Personalkenntnisse und Geschäftsgewandtheit.
1902 wurde er zum Präsidenten der Allgemeinen Rentenanstalt in Wien.
Sein Nachlass wurde am 11. November 1907 in Wien versteigert. Darunter befand sich ein Madonnenbildnis von Lucas Cranach dem Älteren.